# Miss Lussemburgo
Miss Lussemburgo (Miss Luxembourg) è un concorso di bellezza nazionale che si tiene annualmente per le donne non sposate del Granducato di Lussemburgo. Le concorrenti devono avere la cittadinanza lussemburghese, avere un'età compresa fra i 18 ed i 26 anni di età e non devono né essere sposate né avere figli.
La prima edizione del concorso si è svolta nel 1927 ed è andata avanti sino allo scoppio della seconda guerra mondiale. In quegli anni le vincitrici del concorso avevano la possibilità di partecipare al concorso internazionale Miss Europa. Dopo la guerra il concorso è ripreso nel 1956 ed è andato avanti ininterrottamente per diversi anni, salvo una pausa fra il 1978 ed il 1984. In questi anni la vincitrice del concorso e le finaliste avevano la possibilità di rappresentare il proprio paese a svariati concorsi come Miss Mondo, Miss Universo, Miss Europa e Miss International. Organizzatore del concorso è sempre stato il Casino 2000 di Mondorf-les-Bains.
Spesso il concorso viene confuso con un altro dal nome simile, ma che si svolge nella vicina provincia belga del Lussemburgo. Il nome completo di questo concorso però è Miss Belgio per la provincia del Lussemburgo o nella forma breve Miss Belgio Lussemburgo.

## Albo d'oro

### Miss Lussemburgo

#### Edizioni prima del 1945
| Anno | Vincitrice     |
| ---- | -------------- |
| 1927 | Apollonia Kemp |
| 1928 | Anne Friedrich |
| 1929 | Ketty Hipp     |

#### Edizioni dopo il 1945
| Anno | Vincitrice                           |
| ---- | ------------------------------------ |
| 1957 | Josée Jaminet                        |
| 1958 | Lydie Schmitz                        |
| 1959 | Josée Pundel                         |
| 1960 | Liliane Mueller                      |
| 1961 | Vicky Schoos                         |
| 1962 | Brita Gerson oppure Fernande Kodesch |
| 1963 | Cathérine Paulus                     |
| 1964 | Gaby Heyard                          |
| 1965 | Marie-Anne Geisen                    |
| 1966 | Gigi Antinori                        |
| 1967 | Marie-Josée Mathgen                  |
| 1968 | Lucienne Krier                       |
| 1969 | Jacqueline Schaeffer                 |
| 1970 | Rita Massard                         |
| 1971 | Mariette Werckx                      |
| 1972 | Lydia Maes                           |
| 1973 | Giselle Anita Nicole Azzeri          |
| 1975 | Marie Thérèse Manderschied           |
| 1976 | Monique Wilmes                       |
| 1977 | Jeannette Henriette Colling          |
| 1985 | Gaby Chiarini                        |
| 1986 | Martine Christine Georgette Pilot    |
| 1987 | Claudine Atten                       |
| 1988 | Chantal Schanbacher                  |
| 1989 | Chris Scott                          |
| 1990 | Beata Jarzynska                      |
| 1991 | Annette Feydt                        |
| 1992 | Carole Reding                        |
| 1993 | Nathalie Dos Santos                  |
| 1994 | Sandy Wagner                         |
| 1995 | Paola Roberto                        |
| 1996 | Christiane Lorent                    |
| 2009 | Diana Nilles                         |
| 2010 | Shari Thuyns                         |
| 2011 | Stéphanie Ribeiro                    |
| 2012 | Claudia Vitoria Müller               |
| 2013 | Héloïse Paulmier                     |

### Miss Belgio per la provincia del Lussemburgo
| Anno | Vincitrice          | Località rappresentata |
| ---- | ------------------- | ---------------------- |
| 1996 | Aurélie Demelenne   | Marche-en-Famenne      |
| 1997 | Caroline Mathurin   | Houffalize             |
| 1998 | Caroline Lepinois   | Vaux-sur-Sûre          |
| 1999 | Virginie Steignard  | Tellin                 |
| 2000 | Nora Ouadah         | Habay-la-Neuve         |
| 2001 | Aude van Massenhove | Hotton                 |
| 2002 | Katia Jacquet       | La Roche-en-Ardenne    |
| 2003 | Margaux Lebrun      | Marche-en-Famenne      |
| 2004 | Anne-Sophie Dessoy  | Bellefontaine          |
| 2005 | Elvira Latic        | Arlon                  |
| 2006 | Charlotte Goblet    | Marche-en-Famenne      |
| 2007 | Céline Chariot      | Barvaux                |
| 2008 | Betty Tahid         | Virton                 |